# Anna Baumgart
Anna Baumgart (ur. 1966 we Wrocławiu) – polska artystka wizualna, przedstawicielka sztuki krytycznej i sztuki feministycznej. 

## Życiorys
Studia ukończyła na Wydziale Rzeźby Akademii Sztuk Pięknych w Gdańsku (dyplom w 1994 w pracowni prof. Franciszka Duszeńki). 
W latach 90. współpracowała z najważniejszymi ośrodkami artystycznymi w Gdańsku. W latach 1994–1996 współtworzyła gdańską Galerię Delikatesy Awangardy, Forum Sztuki Współczesnej Galeria Gazownia, a także realizowała projekt Salon Sztuki Wideo. W 1994 roku utworzyła (z Norbertem Walczakiem) grupę artystyczną „Ogon żółwia”, a w 1998 powołała Biuro Inicjatyw Twórczych. 
W 1999 przeprowadziła się do Warszawy. W tym samym roku wraz ze Zbigniewem Liberą założyła kawiarnię artystyczną Cafe Baumgart/Libera, która później od 2002 nosiła nazwę Cafe Baumgart przy Centrum Sztuki Współczesnej Zamek Ujazdowski w Warszawie. Kawiarnia działała w latach 1999–2006. 
W 2006 roku kandydowała w wyborach samorządowych do warszawskiej rady miasta z listy Zielonych 2004. Była związana z warszawską galerią lokal 30 od 2005. 
Prace Anny Baumgart znajdują się w prestiżowych kolekcjach sztuki, m.in.: Hauser &Wirth, FRAC-Fonds Régional d'Art Contemporain Poitou-Charentes, Zachęta Narodowa Galeria Sztuki, MAAK Collection, Śląskie Muzeum Sztuki we Wrocławiu oraz w Filmotece Muzeum Sztuki Nowoczesnej w Warszawie. 
Jej córką jest Agata Baumgart. 

## Twórczość
Anna Baumgart tworzy rzeźby, instalacje, jest również autorką performance, wideo, fotografii i tatuażu artystycznego. 
W swojej sztuce porusza tematy związane z problemami współczesnych kobiet i ich rolami życiowymi z perspektywy feministycznej wykorzystywanej jako narzędzie krytyki. Głównym medium, które wykorzystuje, jest film. 

### Wystawy

#### Wystawy zbiorowe
- 2024: Chcemy całego życia. Feminizmy w sztuce polskiej; PGS Sopot, Polska[5]
- 2020/2021: Miczika nie boi się aeroplanów, Muzeum Etnograficzne w Warszawie, Muzeum Sztuki Nowoczesnej w Warszawie[6][7][8]

#### Wystawy indywidualne
- 2023: Zakop rzeźbę Apolla; PGS Sopot, Polska[9]
- 2014: Zaśpiewajcie, niewolnicy, Bunkier Sztuki w Krakowie
- 2013: Nie pamiętam, ale wyobrażam sobie, Galeria Labirynt w Lublinie
- 2012: Synekdocha, CSW Łaźnia w Gdańsku
- 2012: Strzeż się tych miejsc, Galeria Sztuki w Olsztynie

### Inne
- Sprawa kobieca w Polsce (instalacja artytyczna – performance)[10] – reżyseria, Teatr Nowy im. Kazimierza Dejmka w Łodzi, 2018

## Nagrody i stypendia
- 2005 – stypendium Ministerstwa Kultury i Dziedzictwa Narodowego
- 2001 – stypendium Fundacji Kultury
- 1995 – nagroda Wojewody Gdańskiego za najciekawszy debiut 1994 roku[1]